# Liparetrus jubatus
Liparetrus jubatus är en skalbaggsart som beskrevs av Britton 1980. Liparetrus jubatus ingår i släktet Liparetrus och familjen Melolonthidae. Inga underarter finns listade i Catalogue of Life.